# Sashiko

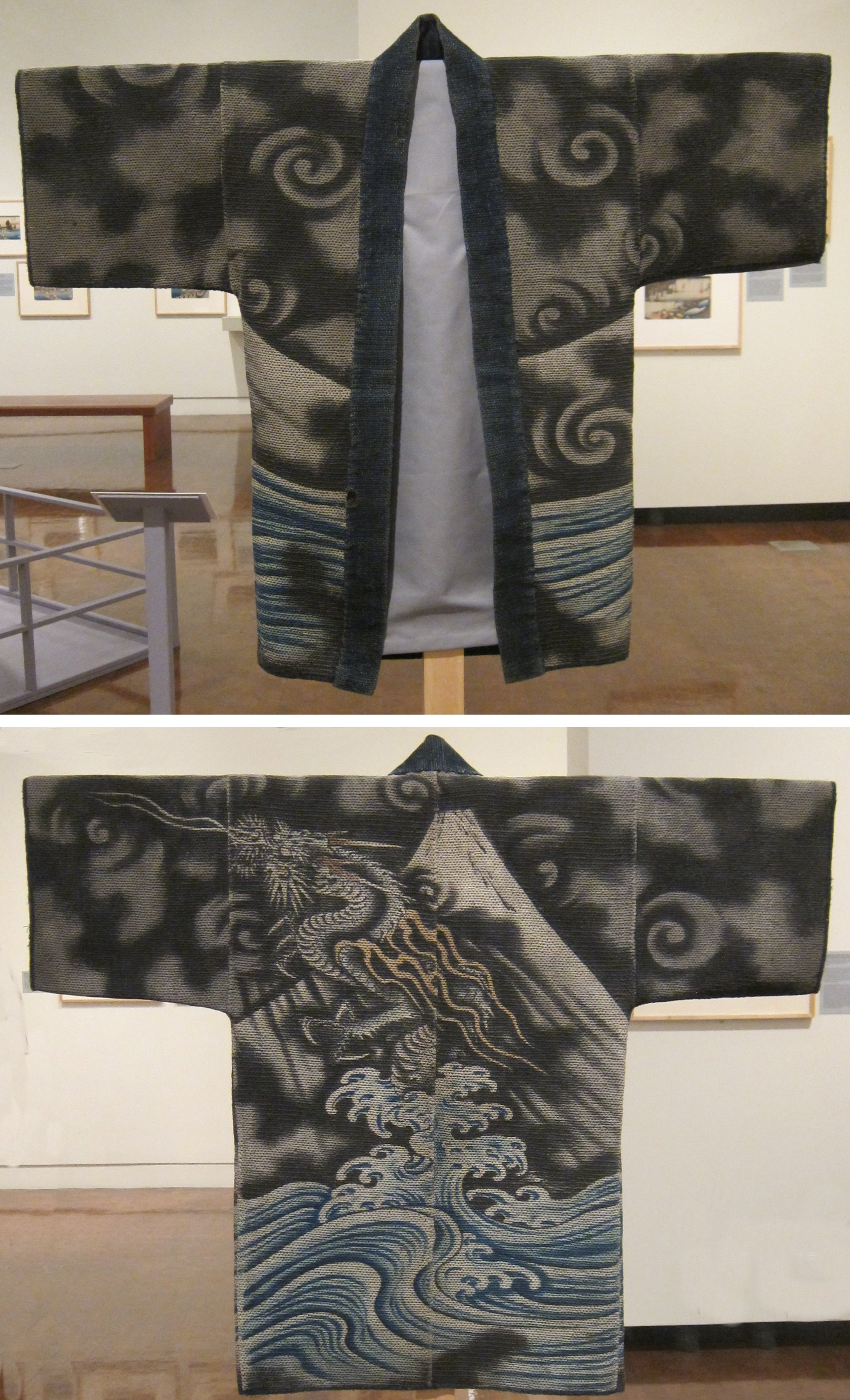
Veste de pompier du XIXe siècle, mettant en évidence entre autres la technique du sashiko.

Le sashiko (刺し子, du japonais « petits bâtons » ou « petits points ») est une technique japonaise de broderie. Utilisée historiquement pour rapiécer des vêtements, les rendre plus solides ou les matelasser, elle sert également à des fins décoratives.

## Histoire
À partir de l’ère Edo, le sashiko est utilisé pour renforcer les vêtements de travail de la population japonaise rurale, ainsi que les vestes des pompiers privés de Tokyo. Pour les paysans japonais, les pièces obtenues sont alors plus résistantes et isolent mieux du froid, et le sashiko permet d’utiliser plus longtemps les mêmes vêtements en les reprisant ou en les assemblant, dans un souci d’économie.
À cette époque, des lois impériales régissent les vêtements, textiles et couleurs que la population peut porter. Ainsi, les classes populaires n’ont pas le droit d’arborer des couleurs vives, de larges motifs, ni de porter de tissus riches comme la soie. Par conséquent, les textiles indigo sont parmi les plus répandus, et les motifs utilisés (en broderie par exemple) sont nécessairement petits, avant de se diversifier à la fin de la période.
|  |

Durant l’ère Meiji, le travail du sashiko est une occupation importante pendant l’hiver, surtout dans les communautés rurales du nord du Japon. Les jeunes filles apprennent les techniques traditionnelles de la main des autres femmes, car la rigueur et la patience nécessaire pour la broderie sont considérées comme des qualités essentielles pour une épouse.
Le sashiko connaît une nouvelle vogue à la fin du XXe siècle au Japon mais également dans les pays occidentaux.

## Matériaux
Le sashiko se réalise traditionnellement avec du fil blanc ou écru sur une toile indigo, mais on trouve aussi des échantillons brodés au fil rouge.
Le fil utilisé est plus épais que le fil pour la broderie occidentale, composé de coton et tordu spécifiquement de façon à être plus solide et à présenter un rendu mat,.
Le support de la broderie est généralement une étoffe naturelle, en coton, chanvre ou lin, tissée assez lâchement pour favoriser le passage de l’aiguille. Celle-ci est plus longue que les aiguilles à broder classiques, pour permettre de broder plusieurs points à la fois, et son chas plus large est adapté au fil.

## Techniques

### Traditions
Les motifs anciens disposent chacun d’un ordre dans lequel traiter les lignes de points afin de faciliter et d’accélérer le travail (par exemple, pour un motif d’entrelacement, broder les lignes horizontales, puis les lignes verticales).
Il existe des nœuds traditionnels pour le début du travail ou le changement de fil au cours de l’ouvrage (hatamusubi) afin de tirer le maximum de profit de l’aiguillée de fil.

### Motifs

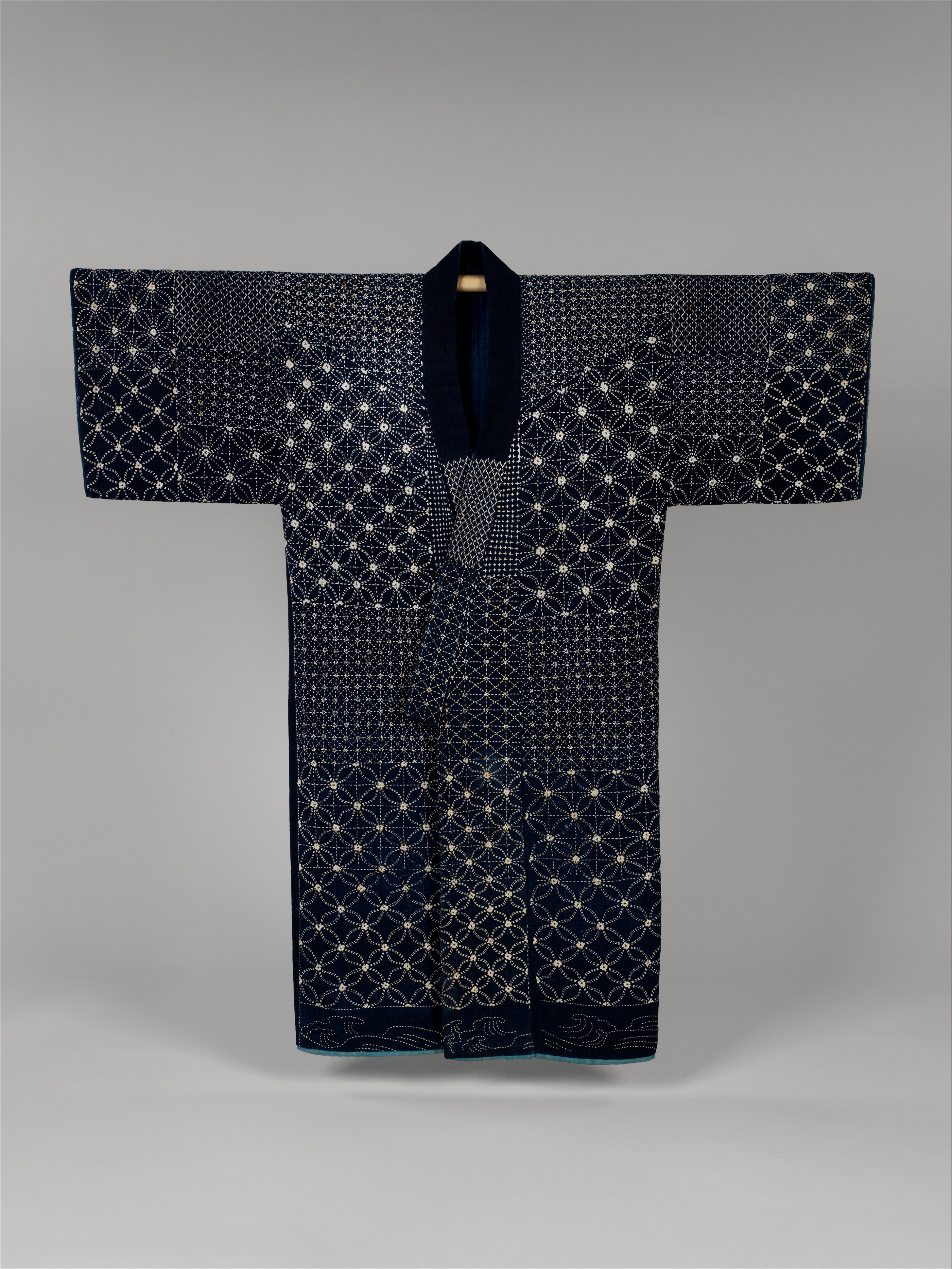
Kimono présentant différents motifs brodés.

Les modèles utilisés reprennent pour la plupart des éléments géométriques, parfois stylisés, comme des vagues, des montagnes, des bambous, des motifs de losanges ou d’éclairs, d’hexagones ou de fleurs.
Ils se classent en deux catégories : moyōzashi, qui désigne des motifs dont les points ne se coupent pas, et hitomezashi, travaillés sur une grille, avec des points verticaux et horizontaux qui peuvent se couper. D’autres techniques comme les broderies kogin et nanbu hishizashi sont des variantes à points comptés d’hitomezashi. On trouve aussi des méthodes évoluées du sashiko, comme kakurezashi, qui consiste à teindre à nouveau la broderie afin qu’elle se révèle lorsque le tissu fane, ou chirimenzashi, qui vise à imiter par la broderie la texture et l’aspect du tissu de crêpe chirimen.
Certains dessins sont privilégiés par les brodeurs pour leur valeur symbolique et protectrice : les étoiles à cinq branches takonomekura protègeraient ainsi les pêcheurs de Kyushu des naufrages ; tandis que les motifs de zigzags éloignent les mauvais esprits, et que les points de riz komezashi (pour les fermiers) ou d’écailles de poisson urokozashi (pour un pêcheur) apportent la prospérité.

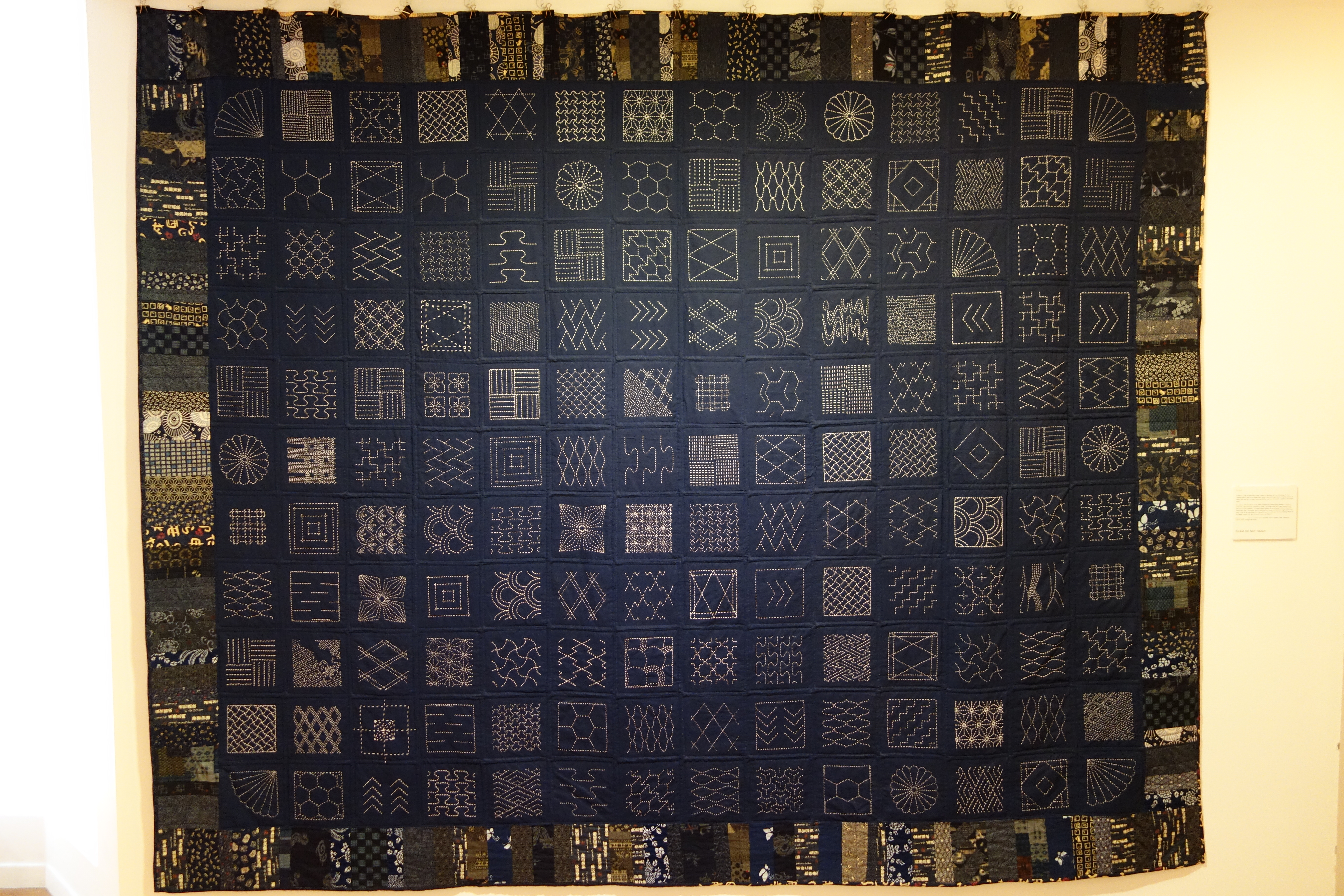
Ensemble d’échantillons de motifs de sashiko.

Les sources de ces motifs proviennent pour certains de la Chine, mais d’autres ont été conçus au Japon. Les ouvrages d’Hokusai ont ainsi inspiré de nombreux brodeurs. 

#### Motifs traditionnels
- Tate-jima (縦縞?) : raies verticales
- Yoko-jima (横縞?) : raies horizontales
- Kōshi (格子?) : carreaux
- Nakamura kōshi (中村格子?) : motif de la famille Nakamura
- Hishi-moyō (菱模様?) : losanges
- Yarai (矢来?) : barrière de bambou
- Hishi-igeta (菱井桁?) / tasuki : losanges parallèles ou cordes croisées
- Kagome (籠目?) : tressage de bambou, comme pour un panier
- Uroko (鱗?) : écailles de poisson
- Tate-waku (竪沸く?) : vapeur
- Fundō (分銅?) : contre-poids
- Shippō (七宝?) : sept trésors de Bouddha
- Amime (網目?) : filets de pêche
- Toridasuki (鳥襷?) : cercle de deux oiseaux entrelacés
- Chidori (千鳥?) : pluvier
- Kasumi (霞?) : brume
- Asa no ha (麻の葉?) : feuille de chanvre, utilisé pour les vêtements d’enfant
- Mitsuba (三葉?) : trilobe
- Hirayama-michi (平山道?) : passages dans les montagnes
- Kaki no hana (柿の花?) : fleur de kaki
- Kaminari (雷?) : éclairs
- Inazuma (稲光?) : éclat de foudre
- Sayagata (鞘型?) : motif de clé ou de labyrinthe, d’origine bouddhiste
- Matsukawa-bishi (松皮菱?) : écorce de pin
- Yabane (矢羽?) : plumes d’une flèche
- Kikkou (?) : hexagones figurant une carapace de tortue

Les brodeurs modernes utilisent pour la plupart les motifs traditionnels, en ajoutant des éléments stylisés, ou en combinant le sashiko à d’autres techniques, comme l’appliqué, le patchwork et le boro.

### Distinction avec leboro
Le sashiko (points réguliers réalisés au fil épais) ne doit pas être confondu avec le boro, qui désigne des vêtements rapiécés de multiples pièces textiles. Les deux pratiques se croisent dans la réparation visible, mais relèvent d’approches différentes : le sashiko structure et orne ; le boro superpose et réemploie des chutes de tissu.